# Hexatoma kolthoffi
Hexatoma kolthoffi là một loài ruồi trong họ Limoniidae. Chúng phân bố ở miền Cổ bắc.